# Vukmanić
Vukmanić est une localité de Croatie située sur le territoire de la municipalité de Karlovac dans le comitat de Karlovac. En 2001, la localité comptait 261 habitants ; selon le recensement de 2011, elle en compte aujourd'hui 207.
Vukmanić est le village natal de Ivan Ribar (1881-1968) qui, après la Seconde Guerre mondiale et avant Josip Broz Tito, a été le premier chef d'État de la République fédérative populaire de Yougoslavie.